# 动物世界 (电影)
《动物世界》（英語：Animal World）是一部2018年中国电影，改编自日本漫画家福本伸行作品《赌博默示录》，由韩延执导，李易峰领衔主演，迈克尔·道格拉斯特邀主演，周冬雨特别出演。

## 剧情
郑开司(李易峰饰)因意外背负巨额债务，面对重病的母亲和痴心等待的青梅竹马刘青(周冬雨饰)，决心登上“命运号”游轮参与游戏，改变命运的故事。然而这场游戏的参与者都是一群亡命之徒，让游戏场最终沦为“动物世界”斗兽场……

## 演員
| 姓名            | 角色名        | 原作角色   | 介紹 |
| 迈克尔·道格拉斯 | 安德森        | 利根川幸雄 | 「命運號」船主 |
| 李易峰          | 鄭開司        | 伊藤開司   | 「逆境無賴」 職業小丑 平日吊兒郎當，自甘墮落，爛好人一個 被好友李軍欺騙而進入「命運號」賭博 最後在「命運號」赢得 巨額款項。 唯一技能是賭博。 |
| 周冬雨          | 劉青          | 不適用     | 開司的女友 |
| 曹炳琨          | 李軍/大蝦米   | 古畑       | 開司的好友 欺騙開司 |
| 王戈            | 孟國祥/孟小胖 | 安藤       | |
| 苏可            | 张景坤        | 船井       | |
| 姚安濂          | 老頭          | 石田光司   | |

## 音乐原声
| 曲別         | 歌名       | 演唱者 | 作詞           | 作曲                                   |
| 主题曲       | 动物世界   | 李宇春 | HY1116、甘世佳 | Michael Tuller、于飞、Annalise Morelli |
| 成长版片尾曲 | 成长之重量 | 李荣浩 | 李荣浩         | 李荣浩                                 |

## 制作
2017年2月14日公布开机版海报，宣布正式开机。之后先后在海口、北京、天津等多地拍摄，历时5个多月，于2017年8月杀青。本片在原著的基础上进行改编，将故事放在模糊的国界中，进行无国界的故事设定，采用了国际化的演员阵容，由400多位演员出演，其中超过140多位为非中國籍演员。
作为本片的主要取景地，“命运号”游轮的搭建花费了四个月，置景工人最多达到350人。据韩延透露“它有可能最早是一个很老的军方的船”，整艘游轮分为比赛区、休息区、新手区、办公区、实验区、滞留区和观看区。

### 改编
原著中开司这个人物的情感状态和现实生活都描写得非常少，韩延为此增加了两个女性角色，卧病在床的妈妈和青梅竹马的小护士刘青，“除去金钱困境之外，还有了现实上的情感困境，人物也就更为丰满一些了。”在小丑的形象设计上，参考了《蝙蝠侠》中的小丑形象，在动作感上参考了《海扁王》或者《死侍》等。

### 选角
韩延表示“完全按照电影的角度去选角色，其实很简单，就画了几个圈就找到了李易峰。”影片的大反派安德森则希望请一位国外大咖演员，最终邀请了迈克尔·道格拉斯。周冬雨则是韩延看了她和李易峰演的《麻雀》，他们在一起的感觉很自然，给人亲切感。

## 宣传
本片为第21届上海国际电影节开幕影片，于2018年6月16日在电影节首映。
6月21日在中国多地举行超前看片会。

## 发行

### 票房
本片于2018年6月23日在中国大陆院线进行点映，6月29日全国正式上映。首周加点映2.53亿。最终累计5.01亿。
| 上一届： 《侏罗纪世界2》 | 2018年中国大陸一周票房冠军 第26週 | 下一届： 《我不是药神》 |

### 其它放映
2018年9月27日在中国大陆影視网站付费播出（付费会员观看）。
Netflix买下本片除中国外的全球数字平台版权。

## 評論
不少電影評論認為中國版《動物世界》改編成與原著及日本版電影完全不一樣的故事。作家及影評人紅眼曾言：「《動物世界》確實不惜一切地擺脫原著，展現了跟日版電影完全不同的敘事風格。問題就是補筆太多，嚴重超載。」（紅眼，2018年）